# Tierra y Libertad (norra Suchiate kommun)
Tierra y Libertad är en ort i Mexiko.   Den ligger i kommunen Suchiate och delstaten Chiapas, i den sydöstra delen av landet, 900 km sydost om huvudstaden Mexico City. Tierra y Libertad ligger 16 meter över havet och antalet invånare är 134.
Terrängen runt Tierra y Libertad är mycket platt. Runt Tierra y Libertad är det ganska tätbefolkat, med 129 invånare per kvadratkilometer. Närmaste större samhälle är Brisas Barra de Suchiate, 15,3 km söder om Tierra y Libertad. Omgivningarna runt Tierra y Libertad är en mosaik av jordbruksmark och naturlig växtlighet.